# Miesiąc miodowy (film)
Miesiąc miodowy (oryg. Медени месец / Muajt e mjaltit, inny tytuł Honeymoons) — serbsko-albański film fabularny z 2009 roku w reżyserii Gorana Paskaljevicia.

## Opis fabuły
Film jest pierwszą w historii koprodukcją serbsko-albańską. Akcja filmu rozgrywa się w 1999. Bohaterami filmu są bałkańscy imigranci, którzy wyjeżdżają ze swojego kraju, aby rozpocząć nowe życie. W pierwszym okresie pobytu na emigracji skazane na sąsiedztwo są dwa małżeństwa. Dwoje Serbów: Vera i Marko uczestniczą w ślubie kuzyna Very, w Belgradzie. Rodzina Very nie akceptuje małżeństwa z muzykiem i okazuje mu swoje lekceważenie. Czują się sfrustrowani swoją obecną sytuacją i decydują się przekroczyć nielegalnie granicę serbsko-węgierską. Marko zamierza dotrzeć do Wiednia i otrzymać etat wiolonczelisty w Filharmonii Wiedeńskiej. W drodze zostają jednak zatrzymani przez policję.
W tym czasie w małej wiosce albańskiej, leżącej w pobliżu granicy z Kosowem wyjeżdża do Tirany, aby tam wziąć udział w ślubie krewnych. Towarzyszy im syn Nik i Maylinda, narzeczona ich drugiego syna, Ilira, który zaginął, próbując nielegalnie przedostać się do Włoch. Nika i Maylindę łączy uczucie, ale boją się go okazywać, bo matka Nika nadal wierzy w powrót Ilira. Nik kupuje wizy od znajomych spotkanych na wesele, aby wraz z Majlindą przedostać się do Włoch, ale zostaje zatrzymany przez policję graniczną. Granicę przekracza Majlinda, która nie zna języka włoskiego i zostaje obrabowana przez jej rodaków.
Losy dwóch par splotą się z zamachem na żołnierzy KFOR w Kosowie. Marko i Nik są traktowani przez policję jako osoby, które mogą mieć związek z zamachem.
Zdjęcia do filmu były kręcone w Belgradzie, Tiranie, w Wojwodinie i w albańskim okręgu Koman. Premiera filmu odbyła się na Festiwalu Filmowym w Wenecji.

## Obsada
- Jelena Trkulja jako Vera
- Nebojsa Milovanović jako Marko
- Jozef Shiroka jako Nik
- Mirela Naska jako Maylinda
- Bujar Lako jako Rrok
- Yllka Mujo jako Vevo
- Petar Božović jako ojciec Very
- Lazar Ristovski jako wujek Very
- Danica Ristovski jako matka Very
- Aron Balazs jako węgierski inspektor
- Domenico Mongeli jako włoski inspektor
- Fabrizio Buompastore jako włoski policjant
- Vlasta Velisavljević jako lekarka
- Mira Banjac jako Stana
- Ljuma Penov jako Tanja
- Kristaq Skrami jako Leka
- Timo Flloko jako Leo
- Rozeta Ferri jako Carmen
- Klodian Hoxha jako Ilir
- Vladimir Jelić jako spiker telewizyjny
- Dragoljub Vojnov
- Zinajda Dedakin
- Slavko Štimac

## Nagrody
- Międzynarodowy Festiwal Filmowy w Durrësie, 2009
  - Grand Prix dla najlepszego filmu

- Międzynarodowy Festiwal Filmowy w Salonikach, 2009
  - Nagroda publiczności

- Les Arcs European Film Festival, 2009
  - wielka nagroda jury dla reżysera filmu

- Międzynarodowy Festiwal Filmowy w Valladolid, 2009
  - Nagroda Złotego Gwoździa dla najlepszego filmu